# تهابالا، بوتسوانا
تهابالا (به انگلیسی: Thabala) شهری در ناحیهٔ مرکزی کشور بوتسوانا است که در سال ۲۰۰۰ میلادی ۳٬۲۵۵ نفر جمعیت داشته که از این تعداد، ۱٬۶۲۴ نفر مرد و ۱٬۶۳۱ نفر زن بوده‌اند.